# サブスタンス (ニュー・オーダーのアルバム)
『サブスタンス』（Substance）は、イギリスのバンドニュー・オーダーが1987年に発表したアルバムであり、彼らの最初のベスト・アルバムでもある。

## 解説
このアルバムには、1981年2月にリリースされたシングル「セレモニー」からこのアルバムに先駆けてリリースされた「トゥルー・フェイス」までの12曲の12インチ・ヴァージョンが収録されているが、「テンプテーション」「コンフュージョン」の2曲はこのアルバム用に録音されたヴァージョンが収録されている。また当時彼らが所属していたファクトリー・レコードからリリースされた音源に加え、一部楽曲についてはファクトリー・レコードとベルギーのクレプスキュール・レーベルとの兄弟会社ファクトリー・ベネルクスからリリースされた12インチ・シングル収録の音源を収録している。なお「シーヴス・ライク・アス」までのシングル曲及び「シェルショック」「ステイト・オブ・ザ・ネイション」の8曲はオリジナル・アルバム初収録でもあった。（厳密に言えば「ブルー・マンデー」や「ステイト・オブ・ザ・ネイション」のようにリリースされた国によって、もしくはアルバム再発時に追加収録された曲もある）なお、サブスタンスの収録マスタリングは、全編通してマンチェスターにあるSpirit Studioにて行われた。ファクトリー・レコードでのアルバムのカタログ番号はFACT 200。
またこのアルバムは、1987年のリリース時にアナログ、CDの2つのフォーマット（国によってはカセットテープも含め3種類のフォーマット）で発売されたが、アナログは12インチにこだわってか各面3曲ずつ収録した12インチシングル2枚組で、CDは1枚目に12曲全て、2枚目に12インチシングルのカップリング曲などを全12曲、計24曲を収録した2枚組でリリースされている。カセットテープは2本組でCDでは未収録であった「Mesh][Dub Vulture][Shellcock]も収録されている。
『ローリング・ストーン誌が選ぶオールタイム・ベストアルバム500』に於いて、363位にランクイン。

### 日本での発売について
日本では1987年8月10日、ファクトリー・レコードの販売を行っていた日本コロムビアより12インチシングル2枚組、CD2枚組と2種類のフォーマットで世界に先駆け先行リリースされた。しかし1992年にファクトリー・レコードが破産した際に彼らはロンドン・レコードに移籍、日本ではポリドール（現・ユニバーサルミュージック）から作品が発売されることになり、1993年11月6日に改めてポリドールからCD2枚組として再リリースされている。この際、ポリドールから12インチシングル2枚組は発売されなかった。
また、日本コロムビアからリリースされていた洋楽アルバムには、歌詞カードが添付されていないものが多く、このアルバムにも付属しなかったが、ポリドール盤には添付されていた。逆に、日本コロムビアからリリースされた洋楽シングルには歌詞カードが添付されているものが多く（「ブルー・マンデー」などでは帯に歌詞が刷り込まれていた）、「テンプテーション」以降の日本コロムビア盤シングルには歌詞カードが添付されていた。なお、歌詞カードには少し間違った歌詞が記載されていた事が有った。例えば"Thieves Like Us"の中の"And it belongs to every one of us"は正しくは"And it belongs to every one but us"であり、また"1963"の中の"When Jonny came home with a girl for me"は正しくは"When Johnny came home with a gift for me"である（日本語訳も同じ）。

## 収録曲
※CD2枚組（邦題はポリドール盤）による。日本コロムビア盤、ポリドール盤共に収録曲と順番はオリジナルのファクトリー・レコード盤と同じ。日本コロムビア盤の12インチシングル2枚組のほうは1枚目のA面にCDのDISC 1の1.-3.、B面に同4.-6.、2枚目のA面に同7.-9.、B面に同10.-12.が収録された。
- DISC 1 （日本コロムビア盤:50CY1737、ポリドール盤:POCD1888）

| #  | 邦題                            | 原題                     | 演奏時間 | 備考 |
| 1  | セレモニー                      | Ceremony                 | 4:24     | オリジナル・アルバム初収録曲で元々は前身のジョイ・ディヴィジョン時代の楽曲である。この曲は2回プレスされているが、収録されているのはジリアン・ギルバートが参加した2回目のヴァージョンである。日本ではシングルがリリースされておらず、これが初めての日本での正式リリースである。 |
| 2  | エヴリシング・ゴーン・グリーン  | Everything's Gone Green  | 5:31     | オリジナル・アルバム初収録曲。このアルバムではファクトリー・ベネルクスからリリースされた12インチ・ヴァージョンを収録している。なおファクトリー・レコードからはこの曲をA面としたシングルは出ておらず、シングル「プロセッション」（DISC 2収録）のB面にこの曲のオリジナル・ヴァージョンが収録されている。また「セレモニー」同様この曲も日本ではシングルがリリースされておらず、これが初めての日本での正式リリースである。 |
| 3  | テンプテイション（NEW VERSION） | Temptation (New Version) | 6:59     | オリジナル・アルバム初収録曲、バンド初プロデュース作品。日本ではこの曲がデビュー・シングルであった。このアルバム用にレコーディングされたニュー・ヴァージョンを収録。 |
| 4  | ブルー・マンデー                | Blue Monday              | 7:29     | オリジナル・アルバム初収録曲（但しセカンド・アルバム『権力の美学』の米国盤にはこの曲とカップリング曲「ザ・ビーチ」が収録されている）。バンドの出世作。 |
| 5  | コンフュージョン（NEW VERSION） | Confusion (New Version)  | 4:43     | オリジナル・アルバム初収録曲。このアルバム用にレコーディングされたニュー・ヴァージョンを収録。 |
| 6  | シーヴス・ライク・アス          | Thieves Like Us          | 6:37     | オリジナル・アルバム初収録曲。日本コロムビア盤では邦題は「夢盗人」であった。 |
| 7  | パーフェクト・キス              | The Perfect Kiss         | 8:02     | サード・アルバム『ロウ・ライフ』からのシングル・カット。厳密に言えばオリジナルの12インチ・ヴァージョンではない。詳細はこの曲の項を参照。 |
| 8  | サブ・カルチャー                | Sub-culture              | 4:48     | サード・アルバム『ロウ・ライフ』から2枚目のシングル・カット。 |
| 9  | シェルショック                  | Shellshock               | 6:29     | 映画『プリティ・イン・ピンク/恋人たちの街角』に提供した曲でオリジナル・アルバム初収録。サントラ盤とは若干ヴァージョンが異なっている。 |
| 10 | ステイト・オブ・ザ・ネイション  | State of the Nation      | 6:32     | オリジナル・アルバム初収録曲。1985年5月に来日した際に日本コロムビアのスタジオでレコーディングされた曲で、日本コロムビア盤のライナーノーツにも僅かながらその記述がある。 |
| 11 | ビザール・ラヴ・トライアングル  | Bizarre Love Triangle    | 6:45     | 4thアルバム『ブラザーフッド』からのシングル・カット。 |
| 12 | トゥルー・フェイス              | True Faith               | 5:54     | このアルバム用にレコーディングされた新曲で、アルバムリリースに先駆けてシングル・カットされた。 |

- DISC 2（日本コロムビア盤:50CY1738、ポリドール盤:POCD1889）

| #  | 邦題                                            | 原題                         | 演奏時間 | 備考 |
| 1  | イン・ア・ロンリー・プレイス                    | In a Lonely Place            | 6:16     | 12インチ・シングル「セレモニー」のB面に収録されていた曲。 |
| 2  | プロセッション                                  | Procession                   | 4:27     | 前述の通りファクトリー・レコードからリリースされたシングル曲で、B面は「エヴリシング・ゴーン・グリーン」のオリジナル・ヴァージョンが収録されていた。この曲ではスティーヴン・モリスがヴォーカルを担当している。 |
| 3  | メッシュ                                        | Mesh                         | 3:25     | 日本コロムビア盤、ポリドール盤とも「メッシュ」と表記されたこの曲は、実はタイトルが間違っており、正確には12インチ・シングル「エヴリシング・ゴーン・グリーン」のB面1曲目に収録されていた「Cries and Whispers」である。これはシングルリリース時のミスプリントに起因しており、本当の「メッシュ」は同シングルの2曲目に収録されていた。 |
| 4  | ハート                                          | Hurt                         | 6:58     | 12インチ・シングル「テンプテーション」のB面に収録されていた曲。 |
| 5  | ザ・ビーチ                                      | The Beach                    | 7:19     | 12インチ・シングル「ブルー・マンデー」のB面に収録されていた曲。言わば「ブルー・マンデー」のインストゥルメンタル・ミックス。 |
| 6  | コンフューズド・インストゥルメンタル            | Confused Instrumental        | 7:38     | 12インチ・シングル「コンフュージョン」のB面1曲目に収録されていた曲で「コンフュージョン」のインストゥルメンタル・ミックス。 |
| 7  | ロンサム・トゥナイト                            | Lonesome Tonight             | 5:11     | 12インチ・シングル「シーヴス・ライク・アス」のB面に収録されていた曲。 |
| 8  | マーダー                                        | Murder                       | 3:55     | ファクトリー・ベネルクスからリリースされた12インチ・シングル「マーダー」に収録された曲でオリジナル・アルバム初収録。 |
| 9  | シーヴス・ライク・アス （インストゥルメンタル） | Thieves Like Us Instrumental | 6:57     | 上記「マーダー」の12インチ・シングルB面に収録されていた「シーヴス・ライク・アス」のインストゥルメンタル・ヴァージョン。日本コロムビア盤での邦題は「夢盗人（インストゥルメンタル）」であった。 |
| 10 | キッス・オブ・デス                              | Kiss of Death                | 7:02     | 12インチ・シングル「パーフェクト・キッス」のB面2曲目に収録されていた曲。言わば「パーフェクト・キッス」のインストゥルメンタル・ミックス。ちなみに12インチ・シングルのB面1曲目には骨組みだけのヴァージョン「Perfect Pit」が収録されていた。                                                                                         |
| 11 | シェイム・オブ・ザ・ネイション                  | Shame of the Nation          | 7:54     | 12インチ・シングル「ステイト・オブ・ザ・ネイション」のB面に収録されていた曲。「ステイト・オブ・ザ・ネイション」の別ヴァージョン。 |
| 12 | 1963                                            | 1963                         | 5:35     | 12インチ・シングル「トゥルー・フェイス」のB面に収録されていた曲。 |

## その他
- このアルバムのジャケットは「NEW ORDER SUBSTANCE 1987」と文字が刻まれただけのシンプルなものであるが、このアルバムに先駆けてリリースされた「トゥルー・フェイス」のジャケットの裏面には同じ字体と配置で「NEW ORDER TRUE FAITH 1963」（「1963」は前述のとおり「トゥルー・フェイス」のカップリング曲）と刻まれていた。ちなみに日本コロムビア盤の12インチシングル「トゥルー・フェイス」では歌詞カードの表に「NEW ORDER TRUE FAITH 1963」と記載されていた。
- このアルバム用に新録音された「テンプテーション」「コンフュージョン」のニュー・ヴァージョンなど一部の楽曲については、このアルバム以降にリリースされたベスト盤に収録される際に、オリジナルの7インチ・ヴァージョンが使用されているため、このアルバムでしか聞けないヴァージョンのものがある。
- 日本のテレビ番組『タモリ倶楽部』のコーナー「空耳アワー」で、「コンフューズド・インストゥルメンタル」が紹介されたことがある[2]。